# Ingegerd Haraldsdatter
Ingegerd Haraldsdatter (1046 – 1120) var dronning af Danmark og Sverige. Hun var datter af Harald Hårderåde (1015–1066), konge af Norge, og Ellisif af Kijev, i Norge kaldt for Ellisiv Jaroslavna (1032–1070).
Ingegerd var gift med
1. Oluf Hunger, konge af Danmark.
2. Filip af Sverige, samkonge af Sverige.

Ingegerd er et gammelt navn, en sammensætning af Ing som kommer fra et oldtidsgudenavn med uklar identitet og af gerd som betyder ‘gård’ eller ‘beskyttelse’. Ingegerd blev døbt efter sin mormor, prinsesse Ingegerd Olofsdatter af Sverige (ca. 1001-1050), datter af Olof Eriksson, også kendt som Olof Skötkonung, som blev gift med Jaroslav 1. af Kijev.